# Brachionidium dressleri
Brachionidium dressleri är en orkidéart som beskrevs av Carlyle August Luer. Brachionidium dressleri ingår i släktet Brachionidium och familjen orkidéer. Inga underarter finns listade i Catalogue of Life.